# Rue du Faubourg-Saint-Honoré
Rue du Faubourg-Saint-Honoré är en gata i Quartier de la Madeleine och Quartier du Faubourg-du-Roule i Paris åttonde arrondissement. Gatan är uppkallad efter byn Saint-Honoré, som senare blev en faubourg till Paris. Rue du Faubourg-Saint-Honoré börjar vid Rue Royale 15–19 och slutar vid Avenue de Wagram 46 och Place des Ternes 2.
Den franske presidentens residens – Palais de l'Élysée – är beläget vid Rue du Faubourg-Saint-Honoré 55.
Vid gatan har flera modehus sina huvudbutiker, bland andra Lanvin, Hermès och Pierre Cardin.

## Omgivningar
- Église de la Madeleine
- Saint-Philippe-du-Roule
- Frankrikes inrikesministerium, vid Place Beauvau

## Bilder
| - Gatuskylt. - Élyséepalatset. |

## Kommunikationer
- Tunnelbana – linje  – Saint-Philippe du Roule
- Busshållplats Saint-Philippe-du-Roule – Paris bussnät, linje 52

### Webbkällor
- ”Rue du Faubourg-Saint-Honoré”. Mairie de Paris. https://web.archive.org/web/20160303182758/http://www.v2asp.paris.fr/commun/v2asp/v2/nomenclature_voies/Voieactu/3542.nom.htm. Läst 28 augusti 2022.
- ”Rue du Faubourg-Saint-Honoré”. Les rues de Paris. https://web.archive.org/web/20170529235209/http://www.parisrues.com/rues08/paris-08-rue-du-faubourg-saint-honore.html. Läst 28 augusti 2022.